# エドヴァルド・ボアソン・ハーゲン
エドヴァルド・ボアッソン・ハーゲン（Edvald Boasson Hagen、1987年5月17日 - ）は、ノルウェー、ルドスビュグド (Rudsbygd、リレハンメル近郊) 出身の自転車競技選手。

## 経歴
ジュニア時代、2004年、2005年の国内選手権・個人ロードレース優勝。2005年にはタイムトライアルも制した。
2006年、ノルウェーのセミプロチーム、チーム・マキシボ・ビアンキに加入。
2008年、チーム・ハイロードに移籍。
2009年、ヘント〜ウェヴェルヘムでは、アレクサンドル・クシュインスキーとの競り合いを制し優勝。
エネコ・ツアーでは、第5ステージより総合首位に立ち、そのまま守りきって総合優勝。
2010年、チームスカイに移籍。
2011年、ノルウェー選手権個人タイムトライアルを5連覇。ツール・ド・フランスの第6ステージの集団スプリントでトル・フースホフトら並み居る強豪を抑え優勝。また、第17ステージでも勝利し、ステージ2勝をあげた。
2012年、ツールでは後に総合優勝を果たすことになるチームのエース、ブラッドリー・ウィギンスと総合2位となるクリス・フルームの2人のアシストとして活躍。世界選手権では最後の坂でアタックしたフィリップ・ジルベールを逃がしてしまい、2位となった。
2015年、プロコンチネンタルチームであるMTN・クベカに移籍。
2016年、チームはUCIワールドツアー籍になり、MTN・クベカからチーム・ディメンションデータとなる。翌年ツールでは僅差で勝利を逃し続けていたが、第19ステージで独走勝利。

## 脚質
2008-2009シーズンはマーク・カヴェンディッシュとアンドレ・グライペルの二枚看板がメイン戦術となる中、彼らが対応出来ないステージなどで狙いに行くジョーカー的存在として活躍。チームスカイ移籍後はグレゴリー・ヘンダーソンと並びスプリンター二枚看板として働いてはいるが、国内TT選手権3連覇を含め中級山脈ステージであるジロ第6ステージの集団スプリントトップ(2位)、第7ステージの制覇など、ある程度の山も越えられ、独走も強いというトル・フースホフトやアレハンドロ・バルベルデのような平地型のパンチャーである。

## 主な戦績

### 2006年
- スカンディナビアオープン　優勝
- ツール・ド・ラブニールでは区間3勝を挙げた。

### 2007年
- ツール・ド・ノルマンディ 区間1勝(第8)
- パリ〜コレーズ　総合優勝（第1､2ステージ優勝）
- ツアー・オブ・アイルランド　区間優勝（第4ステージ）
- ツール・ド・ブルターニュ　区間優勝(第1,6ステージ)
- イストリアン・スプリング・トロフィー　総合優勝
- リンゲリケ・グランプリ　総合優勝
- ノルウェー選手権　優勝（個人タイムトライアル）

### 2008年
- グランプリ・ド・ドナン　優勝
- クリテリウム・アンテルナシオナル　区間優勝（第3ステージ・個人タイムトライアル）
- ノルウェー選手権　優勝（個人タイムトライアル）
- エネコ・ツアー　区間優勝（第6ステージ）、ポイント賞部門第3位

### 2009年
- ヘント〜ウェヴェルヘム　優勝
- ジロ・デ・イタリア　区間優勝（第7ステージ）
- ノルウェー選手権　優勝（個人タイムトライアル）
- ツール・ド・ポローニュ　総合3位、区間優勝(第4,6ステージ)
- エネコ・ツアー　総合優勝(第6、7ステージ優勝)
- ツアー・オブ・ブリテン　総合優勝

### 2010年
- ティレーノ〜アドリアティコ　区間優勝(第7ステージ)
- ドーフィネ・リベレ　区間優勝(第7ステージ)
- ノルウェー選手権　優勝（個人タイムトライアル）
- オランダ・フード・ヴァリー・クラシック　優勝
- ツアー・オブ・オマーン 区間優勝(第3,6ステージ)
- ヴァッテンフォール・サイクラシックス　2位
- エネコ・ツアー　総合3位、スプリント賞
- グランプリ・シクリスト・ド・ケベック　2位

### 2011年
- ノルウェー選手権　優勝（個人タイムトライアル）
- ツール・ド・フランス　区間優勝(第6、17ステージ)
- エネコ・ツアー　総合優勝、ポイント賞、新人賞(第6ステージ優勝)
- ヴァッテンフォール・サイクラシックス　優勝
- バイエルン一周　区間優勝(第1ステージ)
- 世界選手権・個人ロードレース　8位
- UCIワールドツアー　個人総合12位

### 2012年
- ツアー・ダウンアンダー　ポイント賞
- ティレーノ〜アドリアティコ　 区間優勝(第3ステージ)
- ヘント〜ウェヴェルヘム　5位
- ツアー・オブ・ノルウェー　総合優勝
- クリテリウム・デュ・ドフィネ　区間優勝(第3ステージ)
- ノルウェー選手権・個人ロード 優勝
- ロンドン五輪・ITT　13位
- ヴァッテンフォール・サイクラシックス　5位
- GP西フランス・プルエー 優勝
- グランプリ・シクリスト・ド・モンレアル　5位
- ロードレース世界選手権・個人ロードレース　2位
- ツアー・オブ・北京　総合3位、ポイント賞
- UCIワールドツアー　総合11位

### 2013年
- ツアー・オブ・カタール　総合8位
- E3・ハレルベーク　9位
- ツアー・オブ・ノルウェー　総合優勝
- クリテリウム・デュ・ドフィネ　区間優勝(第3ステージ)
- ノルウェー選手権　優勝（個人タイムトライアル）

### 2014年
- オムロープ・ヘット・ニウスブラット　3位
- ジャパンカップサイクルロードレース　2位

### 2015年
- ツアー・オブ・ノルウェー　総合２位
- ツール・デ・フィヨルド　区間優勝（第5ステージ）
- ノルウェー選手権　優勝（ロードレース、個人タイムトライアル）
- ツアー・オブ・デンマーク　区間優勝（第2ステージ）
- ツアー・オブ・ブリテン　総合優勝

### 2016年
- ツアー・オブ・カタール　区間優勝（第3ステージ・個人タイムトライアル）
- ツアー・オブ・オマーン　ポイント賞（第2,5ステージ優勝）
- ツアー・オブ・ノルウェー　総合２位（第4,5ステージ優勝）
- クリテリウム・デュ・ドフィネ　ポイント賞（第4ステージ優勝）
- ノルウェー選手権　優勝（ロードレース、個人タイムトライアル）
- エネコ・ツアー　区間優勝（第7ステージ）

### 2017年
- ツアー・オブ・ノルウェー　総合優勝、ポイント賞（第1,5ステージ優勝）
- ツール・ド・フィヨルズ　総合優勝（第3,4,5ステージ優勝）
- ノルウェー選手権　優勝（個人タイムトライアル)
- ツール・ド・フランス　区間優勝(第19ステージ)

### 2018年
- ツアー・オブ・ノルウェー　区間優勝（第2ステージ）
- ノルウェー選手権　優勝（個人タイムトライアル)

### 2019年
- ボルタ・ア・ラ・コムニタ・バレンシアナ　区間優勝（第1ステージ）
- ツアー・オブ・ノルウェー　区間優勝（第3ステージ）
- クリテリウム・デュ・ドフィネ　区間優勝（第1ステージ）